# Parafia Wniebowzięcia Najświętszej Maryi Panny w Kołakach Kościelnych
Parafia pw. Wniebowzięcia Najświętszej Maryi Panny w Kołakach Kościelnych – rzymskokatolicka parafia należąca do dekanatu Zambrów, diecezji łomżyńskiej, metropolii białostockiej. Parafię prowadzą księża diecezjalni.

## Historia
Parafia została erygowana około 1438. Obecnie liczy ok. 2600 wiernych. 

## Zasięg parafii
Do parafii należą wierni z następujących miejscowości: Kołaki Kościelne, Cholewy-Kołomyja, Ćwikły-Krajewo, Ćwikły-Rupie, Czachy-Kołaki, Czarnowo-Dąb, Czosaki-Dąb, Gosie Duże, Gosie Małe, Głodowo-Dąb, Gunie-Ostrów, Kołomyja, Kołomyjka, Kossaki Borowe, Krusze-Łubnice, Łętowo-Dąb, Łubnice-Krusze, Podłatki Duże, Podłatki Małe, Sanie-Dąb, Szczodruchy, Czarnowo-Undy, Wiśniówek-Wertyce, Wróble-Arciszewo, Wybrany i Zanie-Leśnica.